# 红茴砂
红茴砂（学名：Achasma megalocheilos）为姜科茴香砂仁属下的一个种。